# Estúdios Silvio Santos
A Studios Silvio Santos Cinema e Televisão Ltda, conhecida como Estúdios Silvio Santos, foi uma empresa produtora de televisão brasileira. Representava as produções do empresário e apresentador Silvio Santos antes da criação do Sistema Brasileiro de Televisão. Operava a antiga TVS Rio de Janeiro e também produziu outros conteúdos para televisão e cinema.

## História
Desde a década de 1960, Silvio possuía a Publicidade Silvio Santos, empresa que o representava na televisão. Em 1974, a empresa foi substituída pelos Estúdios Silvio Santos, que produziam as atrações de Silvio Santos, além de fazer comerciais, coberturas jornalísticas, shows e a venda de programas para outras emissoras. A empresa funcionava nas dependências da antiga TV Excelsior, no bairro Vila Guilherme, em São Paulo.
A empresa tinha toda uma infraestrutura de televisão, faltando apenas o canal. Algo que aconteceu em 1976, com a criação da TVS Rio de Janeiro. Os Estúdios Silvio Santos foram responsáveis por produzir o programa Um Instante Maestro!, de Flávio Cavalcanti. Naquele mesmo ano, contratou a autora de novelas Ivani Ribeiro.
Para a TVS, os Estúdios Silvio Santos produziram os programas Um Instante Maestro! e Bakará 76. As atrações permaneceram por pouco tempo no ar após as despesas de produção superarem o faturamento publicitário.
Em 1976, a companhia entrou no mercado cinematográfico com o filme Ninguém Segura Essas Mulheres. O filme era dividido em quatro histórias dirigidas por Anselmo Duarte, Jece Valadão, Harry Zalkowitsch e José Miziara. A produção obteve grande sucesso, com 1.318.476 espectadores.
A primeira novela dos Estúdios Silvio Santos foi ao ar em 1977. O Espantalho foi escrita por Ivani Ribeiro com direção de José Miziara,tendo exibição inicial na TV Record. A trama trazia atores conhecidos da época como Jardel Filho e Nathalia Timberg. Como a novela não obteve êxito, Silvio não quis desembolsar do seu próprio dinheiro e acabou sublocando o passe de Ivani para a Tupi, onde a autora fez O Profeta (a profissional tinha contrato válido com Silvio até 1981).
Os Estúdios Silvio Santos produziram a novela Solar Paraíso (1978), esta com uma estrutura mais modesta após O Espantalho não ter sido bem-sucedida. A trama não foi exibida em São Paulo, ganhando exibição pela TVS do Rio.
De acordo com o livro A Fantástica História de Silvio Santos, os Estúdios Silvio Santos também assinam as seguintes novelas: Destino, A Força do Amor e A Leoa, todas essas após a criação do Sistema Brasileiro de Televisão.
A sede da Vila Guilherme continuou com o SBT até 1996, quando foi iniciada a transferência para o CDT da Anhanguera.